# Karl-Heinz Singer
Karl-Heinz Singer (* 15. März 1928 in Lauter/Sa.; † 26. März 2005 in Rostock) war ein Fußballspieler aus der DDR.

## Sportlicher Werdegang
Der Linksverteidiger spielte bis 1954 für die BSG Empor Lauter. Mit ihnen stieg er 1952 in die DDR-Oberliga auf.
Als im November 1954 die Spieler des Empor Lauter zum neu gegründeten SC Empor Rostock delegiert wurden, ging er als einer von zwölf Empor-Spielern aus dem Erzgebirge mit an die Ostseeküste und folgte dem Versprechen in Rostock doppeltes Gehalt, eine schöne neue Wohnung in der City, einem Garten an der Küste und Ferienplätze am Meer zu erhalten. Im ersten Oberliga-Punktspiel von Empor Rostock stand er am 14. November 1954 gegen Chemie Karl-Marx-Stadt (0:0) im Ostseestadion unter Empor-Trainer Oswald Pfau in der Startelf. Singer stand auch in der 3. Runde im FDGB-Pokal gegen Empor Wurzen (4:1) auf dem Platz und war somit am ersten Pflichtspielsieg des neuen Clubs aus dem Bezirk Rostock beteiligt. Nachdem Empor in der Oberliga bis  einschließlich des 15. Spieltags kein einziges Punktspiel gewinnen konnte und lediglich ein Unentschieden einfuhr, somit in der Tabelle vom ersten auf den zwölften Platz abfiel und sich in Abstiegsgefahr begab – Singer bestritt bis dorthin jedes Pflichtspiel für Rostock –, folgte am 16. Spieltag der Oberliga-Saison 1954/55 gegen die BSG Motor Zwickau (3:0) der erste Oberliga-Sieg in der noch jungen Vereinshistorie, an dem er seinen Anteil hatte. Wenige Tage vor diesem Sieg stellte sich das Oberliga-Kollektiv auf Anregung der Gesellschaft für Deutsch-Sowjetische Freundschaft (DSF) im Haus der Freundschaft der Kritik Rostocker Werktätiger, die Gründe für die Sieglosserie seit der Gründung des Clubs erfahren wollten.
Für Empor Rostock spielte er bis 1960, absolvierte 104 Oberliga- und 25 Ligaspiele, ein Tor gelang ihm dabei nicht. In der Saison 1956 stieg er mit Empor Rostock als Tabellenletzter aus der Oberliga ab und schaffte im Folgejahr den direkten Wiederaufstieg.
Während seiner Zeit in Rostock erreichte Singer dreimal das Finale des FDGB-Pokals (1955, 1957 und 1960). 1955 verlor Empor gegen den SC Wismut Karl-Marx-Stadt mit 2:3 nach Verlängerung und 1957 gegen den SC Lokomotive Leipzig 1:2 ebenfalls nach Verlängerung. Beide Finalspiele spielte Singer über die volle Distanz. Bei der 2:3-Finalniederlage 1960 gegen SC Motor Jena kam er nicht zum Einsatz.